# Careca
Antônio de Oliveira Filho, mer känd som Careca, född den 5 oktober 1960 i Araraquara, Brasilien, är en brasiliansk före detta fotbollsspelare (anfallare). Careca spelade för Napoli under perioden 1987–1993, och är känd för sitt samarbete med anfallskollegan Diego Maradona, något som gav Napoli ligatiteln 1990.

## Karriär
Careca spelade som ung för Guarani i sin hemstat São Paulo. Han hade ett målsnitt på över ett mål varannan match under perioden 1976–1982, vilket fick São Paulo FC att köpa honom 1982. Hade det varit tio-femton år senare hade Careca redan då spelat i Europa, men det blev ytterligare fem år i Brasilien, där han var São Paulos skyttekung under fem års tid.
Som etablerad brasiliansk landslagsman, med deltagande i 1986 års Fotbolls-VM som främsta merit, var Careca eftertraktad bland de europeiska klubbarna, men reglerna för antalet utlänningar förhindrade flyttar för många brasilianska spelare. 1987 års italienska mästare Napoli hade dock plats för ytterligare en utländsk spelare, och köpte loss Careca samma sommar. I Napoli bildade han anfallstrio med Diego Maradona och Bruno Giordano, något som blev känt som Ma-Gi-Ca i italiensk media.
Under Carecas sex säsonger i Napoli vann han UEFA-cupen 1989, samt Serie A 1990, och blev den spjutspets Napoli saknat vid sidan om Maradona. Careca stannade i klubben ytterligare tre säsonger, även efter att Maradona åkt fast för kokain, och lagets konkurrenskraft sjunkit. Careca och Gianfranco Zola bildade dock en effektiv anfallsduo, men vid 33 års ålder var Careca mindre värdefull för Napolis del, med tanke på att man köpt uruguayanen Daniel Fonseca som ny anfallare.
Careca flyttade till J. League i Japan, där han skrev på för Kashiwa Reysol. Under sin tid i Japan hade Careca fortsatt ett högt målsnitt, och även om han började i andradivisionen med laget, hjälpte han snart upp klubben, och var en viktig spelare i japanska ligan när Kashiwa etablerade sig. 1997 flyttade han hem till Brasilien där han spelade för Santos under ett års tid, innan han gick till klubben San José i en lägre liga. Efter det spelade Careca amatörfotboll i bland annat Kina och Storbritannien.
I det brasilianska landslaget spelade Careca 60 matcher och gjorde 29 mål mellan 1982 och 1993. Han deltog i världsmästerskapen 1986 och 1990, men lyckades inte vinna någon VM-medalj. Under VM 1986 gjorde Careca fem mål, vilket bara slogs av Gary Lineker med sex fullträffar. I samband med flytten till den japanska andraligan tvingades Careca ge upp sin landslagsplats, och var inte med när Brasilien vann VM 1994. Careca ställde upp i Copa América både 1983 och 1987, men var inte med och vann den turneringen heller.